# Rasa (film)
Rasa (ang. The Breed) – amerykański horror z 2006 roku w reżyserii Nicholasa Mastandrea. Wyprodukowany przez First Look Pictures.

## Opis fabuły
John (Oliver Hudson), jego brat Matt (Eric Lively), Nicki (Michelle Rodriguez), Sara (Taryn Manning) i Noah (Hill Harper) spędzają weekend na małej wyspie. Przekonani, że są sami, bawią się i odpoczywają. Wychodzi jednak na jaw, że wyspę zamieszkuje stado zmutowanych genetycznie krwiożerczych psów.

## Obsada
- Michelle Rodriguez jako Nicki
- Oliver Hudson jako John
- Taryn Manning jako Sara
- Eric Lively jako Matt
- Hill Harper jako Noah
- Nick Boraine jako Luke
- Lisa-Marie Schneider jako Jenny

## Opinie
Albert Nowicki (His Name Is Death) pisał o Rasie: "Obraz, w którym lepiej od ludzkiej obsady wypadają zwierzaki."